# Cheryl Noble
Cheryl Noble (Victoria, 29 settembre 1956) è una giocatrice di curling canadese.

## Biografia
Partecipò all'età di 45 anni ai XIX Giochi olimpici invernali edizione disputata a Salt Lake City (Stati Uniti d'America) nel 2002, riuscendo ad ottenere la medaglia di bronzo nella squadra canadese con le connazionali Diane Nelson, Kelley Law, Julie Skinner e Georgina Wheatcroft.
Nell'edizione la nazionale britannica ottenne la medaglia d'oro, la svizzera quella d'argento.